# Poljsko vojno groblje u Katynu
Poljsko vojno groblje u Katynu (poljski:Polski Cmentarz Wojenny w Katyniu) je poljsko vojno groblje u Rusiji, u Katynu malome naselju udaljenom 22 km od Smolenska na cesti prema bjeloruskome gradu Vitebsku. Na groblju se nalaze ostaci 4.412 poljskih časnika iz logora Kozelsk, koji su ubijeni 1940. godine u pokolju poznatome kao Pokolj u Katynskoj šumi. Osim tijela dvojice poljskih generala koje su ekshumirale njemačke vlasti 1940-ih, a zatim zasebno pokopale, svi poljski časnici ubijeni u Katynu pokopana su u šest velikih masovnih grobnica. Tu se nalazi i dio ruskog groblja, gdje su tajno pokopane žrtava sovjetske diktature i NKVD-a 1930-ih godina. Groblje je službeno otvoreno 28. lipnja 2000. godine. Groblje je velike nepravilne površini od oko 22 hektara šume. Sve masovne grobnice nalaze se na obje strane glavnih uličica. Tu je i kružna staza s tisućama imena časnika koji su nestali u pokolju. Na kraju se nalazi glavni prolaz i žrtvenik sa spomen zvonom koje se nalazi u podzemlju.

## Vanjske poveznice
- Službene stranice memorijalnog centra